# Мајк Грин
Мајкл Едвард Грин (енгл. Michael Edward Green; Филаделфија, Пенсилванија, 23. јун 1985) амерички је кошаркаш. Игра на позицији плејмејкера.

## Каријера
Професионалну каријеру почео је 2008. у Анталији. Затим је играо за Лијеж, Канту, Барчелону, Варезе, Химки, Париз, Венецију, Баликесир, Каршијаку, АЕК из Атине и Стразбур, одакле и долази у Игокеу.
Као играч атинског АЕК-а освојио је у сезони 2017/18. ФИБА Лигу шампиона и грчки Куп. Он је у финалу ЛШ постигао 19 поена и био је и МВП завршног турнира. Такође, освојио је и Куп лидера са Стразбуром као и Суперкуп Белгије са Лијежом. У сезони 2014/15. је био најбољи асистент првенства Француске.

## Успеси

### Клупски
- Лијеж:
  - Суперкуп Белгије (1): 2009.

- АЕК Атина:
  - ФИБА Лига шампиона (1): 2017/18.
  - Куп Грчке (1): 2018.

- Стразбур:
  - Куп лидера (1): 2019.

### Појединачни
- Најкориснији играч фајнал-фора ФИБА Лиге шампиона (1): 2017/18.